# Epitola kamengensis
Epitola kamengensis är en fjärilsart som beskrevs av Jackson 1962. Epitola kamengensis ingår i släktet Epitola och familjen juvelvingar. Inga underarter finns listade i Catalogue of Life.